# LU-642
La carretera autonómica LU-642 es una carretera secundaria de la Junta de Galicia que une Oural, en el municipio de Sarria, con Ferrería, en el municipio de O Incio, en la provincia de Lugo. Tiene una longitud de 23,32 km.

## Trazado
Comienza su trazado en la LU-546 en el casco urbano de Oural, en el municipio de Sarria, y se dirige hacia el sureste bajo la denominación de Rúa Conde Rodrigo Suárez. Se adentra posteriormente en el municipio de O Incio, donde cruza las localidades de Bermún, Buxán, Goó, Rendar, A Campa y Godral antes de entrar en la capitalidad municipal, A Cruz do Incio. Allí toma el nombre de Rúa Ánxel Fole y sale de la localidad hacia el este. Tras pasar por la localidad de Hospital, finaliza junto al antiguo balneario de Ferrería.